# سامر مسیم‌اف
سامر مسیم‌اف (روسی: Самир Ибрагим-Оглы Масимов؛ زادهٔ ۲۵ اوت ۱۹۹۵) بازیکن فوتبال اهل روسیه است.
از باشگاه‌هایی که در آن بازی کرده‌است می‌توان به باشگاه فوتبال نفتچی باکو اشاره کرد.
وی همچنین در تیم‌های ملی فوتبال زیر ۱۹ سال جمهوری آذربایجان و زیر ۲۱ سال جمهوری آذربایجان بازی کرده‌است.